# Euxoa plagigera
Euxoa plagigera är en fjärilsart som beskrevs av Morrison 1874. Euxoa plagigera ingår i släktet Euxoa och familjen nattflyn. Inga underarter finns listade i Catalogue of Life.